# Благов, Юрий Николаевич
Юрий Николаевич Благов (1913—2003) — поэт-юморист, писатель, популяризатор циркового искусства, включая иллюзионный жанр.

## Биография
Родился 19 ноября 1913 года.
Окончил Всесоюзную студию эстрадного искусства в 1941 году. До 1957 года — артист эстрады.
С 1950 года систематически писал для цирка — автор парадов-прологов, реприз, фельетонов, клоунад, представлений.
Был членом редколлегии журнала «Советская эстрада и цирк» (1966—1977). Печатался в журнале «Крокодил». Автор книг о цирке и ряда сборников сатирических и юмористических стихов. Значимым вкладом в дело популяризации иллюзионного жанра стала книга Благова «Чудеса на манеже» (1984) с очерками о творчестве выдающихся советских цирковых артистов: Э. Т. Кио, О. А. Ратиани, И. К. Символокова, Х. А. Абдуллаева, А. Г. Сокола, И. и Г. Агароновых.
Однако наиболее известным произведением Юрия Николаевича является эпиграмма "Осторожный критик", опубликованная в журнале «Крокодил» в 1953 году как отклик на цитату из доклада Г. М. Маленкова на XIX съезде ВКП(б) («Нам нужны советские Гоголи и Щедрины»):

Мы – за смех! Но нам нужны
 
Подобрее Щедрины
 
И такие Гоголи,
 
Чтобы нас не трогали!

### Последние годы жизни
Жил и работал в Москве.
Скончался в 2003 году в Москве. Урна с прахом захоронена в колумбарии на Донском кладбище.